# Élections législatives de 1876 en Lot-et-Garonne
Les élections législatives de 1876 ont eu lieu les 20 février et 5 mars.

## Résultats à l'échelle du département
| Partis         | Partis              | Premier tour | Premier tour | Sièges |
| Partis         | Partis              | Voix         | %            | Sièges |
| -------------- | ------------------- | ------------ | ------------ | ------ |
|                | Bonapartistes       | 40 557       | 49,01        | 1      |
|                | Gauche républicaine | 31 690       | 38,29        | 3      |
|                | Constitutionnel     | 8 929        | 10,79        | 0      |
|                | Légitimiste         | 1 583        | 1,91         | 0      |
|                |                     |              |              |        |
| Inscrits       | Inscrits            | 99 116       | 100,00       |        |
| Votants        | Votants             | 83 374       | 84,12        |        |
| Abstentions    | Abstentions         | 15 742       | 15,88        |        |
| Blancs et nuls | Blancs et nuls      | 615          | 0,74         |        |
| Exprimés       | Exprimés            | 82 759       | 99,26        |        |

## Résultats par arrondissement

### Arrondissement d'Agen
| Candidat       | Candidat                            | Parti               | Premier tour | Premier tour |
| Candidat       | Candidat                            | Parti               | Voix         | %            |
| -------------- | ----------------------------------- | ------------------- | ------------ | ------------ |
|                | Gustave de Laffitte de Lajoannenque | Gauche républicaine | 10 452       | 54,02        |
|                | Dollfus                             | Bonapartiste        | 7 315        | 37,80        |
|                | Édouard de Cazenove de Pradines     | Légitimiste         | 1 583        | 8,18         |
|                |                                     |                     |              |              |
| Inscrits       | Inscrits                            | Inscrits            | 24 391       | 100,00       |
| Votants        | Votants                             | Votants             | 19 443       | 79,71        |
| Abstention     | Abstention                          | Abstention          | 4 948        | 20,29        |
| Blancs et nuls | Blancs et nuls                      | Blancs et nuls      | 93           | 0,48         |
| Exprimés       | Exprimés                            | Exprimés            | 19 350       | 99,52        |

### Arrondissement de Marmande
| Candidat       | Candidat       | Parti               | Premier tour | Premier tour |
| Candidat       | Candidat       | Parti               | Voix         | %            |
| -------------- | -------------- | ------------------- | ------------ | ------------ |
|                | Léopold Faye   | Gauche républicaine | 12 862       | 50,35        |
|                | Boisvert       | Bonapartiste        | 12 681       | 49,65        |
|                |                |                     |              |              |
| Inscrits       | Inscrits       | Inscrits            | 29 730       | 100,00       |
| Votants        | Votants        | Votants             | 25 740       | 86,58        |
| Abstention     | Abstention     | Abstention          | 3 990        | 13,42        |
| Blancs et nuls | Blancs et nuls | Blancs et nuls      | 197          | 0,77         |
| Exprimés       | Exprimés       | Exprimés            | 25 543       | 99,23        |

### Arrondissement de Nérac
| Candidat       | Candidat         | Parti               | Premier tour | Premier tour |
| Candidat       | Candidat         | Parti               | Voix         | %            |
| -------------- | ---------------- | ------------------- | ------------ | ------------ |
|                | Armand Fallières | Gauche républicaine | 8 376        | 56,53        |
|                | Caupenne         | Bonapartiste        | 6 442        | 43,47        |
|                |                  |                     |              |              |
| Inscrits       | Inscrits         | Inscrits            | 17 945       | 100,00       |
| Votants        | Votants          | Votants             | 14 927       | 83,18        |
| Abstention     | Abstention       | Abstention          | 3 018        | 16,82        |
| Blancs et nuls | Blancs et nuls   | Blancs et nuls      | 109          | 0,73         |
| Exprimés       | Exprimés         | Exprimés            | 14 818       | 99,27        |

### Arrondissement de Villeneuve-sur-Lot
| Candidat       | Candidat             | Parti          | Premier tour | Premier tour |
| Candidat       | Candidat             | Parti          | Voix         | %            |
| -------------- | -------------------- | -------------- | ------------ | ------------ |
|                | Herman Sarrette      | Bonapartiste   | 14 119       | 61,26        |
|                | Victor de Langsdorff | Constitionnel  | 8 929        | 38,74        |
|                |                      |                |              |              |
| Inscrits       | Inscrits             | Inscrits       | 27 050       | 100,00       |
| Votants        | Votants              | Votants        | 23 264       | 86,00        |
| Abstention     | Abstention           | Abstention     | 3 786        | 14,00        |
| Blancs et nuls | Blancs et nuls       | Blancs et nuls | 216          | 0,93         |
| Exprimés       | Exprimés             | Exprimés       | 23 048       | 99,07        |